# Рудник Сторіс-Крік
Рудник Сторіс-Крік (Storys Creek) – колишній гірничодобувний майданчик на австралійському острові Тасманія.
Видобуток вольфраму та олова на родовищі Сторіс-Крік почали ще в 1892 (за іншими даними – 1895) році за допомогою однієї штольні. На початку XX століття копальня перейшла до Storeys Creek Tin Mining NL, яка узялась за розширення робіт, а станом на початок 1920-х років копальня була найбільшим виробником вольфраму в Австралії. Наприкінці 1950-х її придбала Aberfoyle Tin Mining Company (що вже володіла рудником Россарден). Також відомо, що за багаторічну історію Сторіс-Крік роботи в копальні велись з перервами.
Станом на 1960 рік накопичений видобуток склав 6300 тонн вольфрамового та 800 тонн олов'яного концентратів. Також відомо, що в 1957-му вилучили 16 тисяч тонн руди, що дало змогу отримати 254 тонни вольфрамового та 26 тонн олов'яного концентратів, а за 1975 та 1976 роки видобуток склав 40 тисяч тонн руди, з якої виготовили 349 тонн вольфрамового та 74 тонни олов'яного концентратів.
З 1971-го закрили належну до Сторіс-Крік збагачувальну фабрику, після чого руду стали відправляти на переробку на згаданий вище рудник Россарден.
Остаточно розробка Сторіс-Крік припинилась в 1978 році через несприятливі економічні обставини.